# Sebastião José de Carvalho e Melo
Sebastião José de Carvalho e Melo (Lisboa, 13 de maig de 1699-Pombal, Coïmbra, 8 de maig de 1782), més conegut com marquès de Pombal o comte d'Oeiras va ser un estadista portuguès.
Primer ministre del rei Josep I de Portugal (1750-1777), representant del despotisme il·lustrat a Portugal al segle xviii, va exercir un paper fonamental en l'acostament de Portugal a la realitat econòmica i social dels països de el Nord d'Europa, emprenent diverses reformes econòmiques i socials. Va manipular al seu antull el tribunal del Sant Ofici, i va acabar a la pràctica amb els actes de fe a Portugal i amb la discriminació dels cristians nous.

## Biografia
Fill de Manuel de Carvalho e Ataíde, gentilhome de províncies, amb propietats a la regió de Leiria i de la seva dona, Teresa Luiza de Mendonça e Melo. En la seva joventut va estudiar dret a la Universitat de Coïmbra i durant un curt període va servir a l'exèrcit. Quan es va traslladar a la capital, Lisboa, Sebastião de Melo tenia fama d'home turbulent. La seva primera esposa va ser una vídua deu anys més gran, Teresa de Mendonça e Almada (1689-1737), neboda del comte d'Arcos, amb la qual es va casar per un acord de família, després d'un rapte consentit. Els pares de la seva esposa van dificultar moltíssim la convivència del matrimoni, per la qual cosa es van traslladar a les seves propietats prop de la ciutat de Pombal.

## Carrera política i diplomàtica

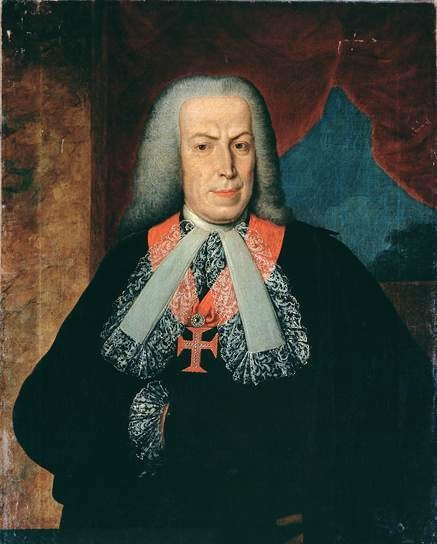
Retrat del marquès de Pombal (Museu Nacional Soares dos Reis)

### Ambaixador a Londres
El 1738, Sebastião de Melo va ser nomenat per al seu primer càrrec públic, com ambaixador a Londres, amb l'encàrrec de millorar el tracte als mariners portuguesos en ports britànics, requerir que els vaixells britànics no lluitessin contra vaixells espanyols en aigües del neutral Portugal, aconseguir ajuda militar per l'enclavament portuguès de Salgate a l'Índia Portuguesa, i requerir que la Gran Bretanya permetés l'exportació de blat a Portugal (restringida per recents normes de duana).
El govern britànic va rebutjar totes les comandes de Sebastião de Melo, però ell es va dedicar a estudiar el sistema econòmic del novell capitalisme britànic, advertint l'endarreriment de Portugal en aquestes matèries, i preveient la urgència que el regne portuguès reformés la seva economia interna per no dependre més de l'ajuda financera i militar de la Gran Bretanya.

### Ambaixador a Viena
El 1745 Sebastião de Melo va ser destinat com a ambaixador a Viena, Àustria. Després de la mort de la seva primera dona el 1737, la reina de Portugal i amiga de Sebastião de Melo l'arquiduquesa Maria Anna d'Àustria va pactar el matrimoni d'aquest amb la filla del mariscal austríac Leopold Joseph von Daun, la comtessa Maria Elionor Ernestina von Daun. El rei Joan V, mentrestant, poc satisfet amb els serveis de Sebastião de Melo a Viena, li va ordenar tornar a Portugal l'any 1749.

### Ministre d'afers exteriors
El rei va morir l'any 1750 i, seguint una recomanació de la reina mare Maria Anna d'Àustria, el nou rei Josep I va nomenar Sebastião de Melo ministre d'Afers Exteriors. Al contrari que el seu pare, Josep I va tenir en gran estima el seu nou ministre i li va confiar gradualment el control de l'Estat en estimar el valor dels coneixements de Sebastião de Melo pel que fa a la moderna economia de les grans potències europees, element amb el qual molt pocs portuguesos estaven familiaritzats.

### Primer ministre de Portugal

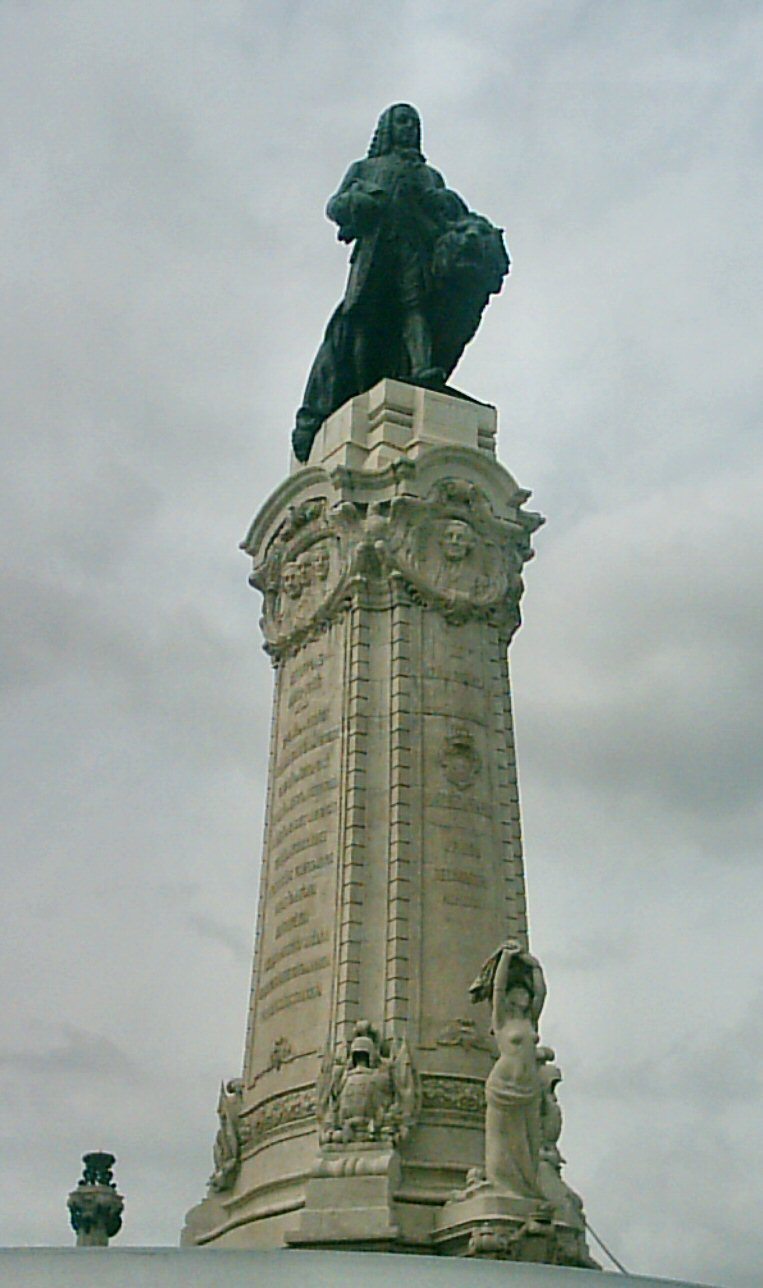
Estàtua del marquès de Pombal, a Lisboa.

El 1755, Sebastião de Melo ja era primer ministre del regne després de guanyar-se la confiança del rei Josep I. Veient que el govern britànic menyspreava Portugal en considerar-lo un aliat dependent i feble, va triar com a model polític la França absolutista de Lluís XV per així enfortir l'Estat. Sebastião de Melo va governar des del principi amb mà de ferro, imposant les lleis emanades de la Corona a totes les classes socials, des dels més pobres fins a l'alta noblesa.
Va dictar severíssimes lleis per regular la qualitat del vi i va fixar un monopoli estatal en la seva producció, obligant als terratinents a seguir les normes del govern, i imposant als comerciants britànics el paper de simples intermediaris. En la seva gestió, Pombal va posar en pràctica un vast programa de reformes, l'objectiu de les quals era racionalitzar l'administració sense afeblir el poder reial. Per assolir aquesta meta, el ministre va incorporar les noves idees divulgades a Europa per la Il·lustració, però al mateix temps va conservar aspectes de l'absolutisme i de la política mercantilista.
El marquès de Pombal va ser la figura clau del govern portuguès entre 1750 i 1777, i la seva gestió va ser un perfecte exemple de despotisme il·lustrat, forma de govern que combinava la monarquia absolutista amb el racionalisme il·lustrat.
Pombal va implicar la Companyia de Jesús en l'afer Távora, un intent d'assassinat del rei el 3 de setembre de 1758, per la seva amistat amb alguns dels supòsits conspiradors. El 19 de gener de 1759, va emetre un decret que segrestava les propietats de la Companyia de Jesús en els dominis portuguesos i el setembre següent va deportar els pares portuguesos, aproximadament uns mil, als Estats pontificis, mantenint els estrangers a la presó. Entre els detinguts i executats hi havia Gabriel Malagrida, el confessor jesuïta de Leonor de Távora, denunciat per "crims contra la fe". Després de l'execució de Malagrida el 1759, la Companyia va ser suprimida per la corona portuguesa.
Va crear per Decret de 5 d'abril de 1768 la Real Mesa Censòria amb l'objectiu de supervisar les obres destinades a ser publicades o difoses al Regne, que fins aleshores eren competència del Tribunal del Sant Ofici, del Desembargo do Paço i de l'Ordinário. També va fomentar les denúncies com a forma de controlar la societat.
Alguns actes del seu govern van ser considerats especialment cruels, com el Procés de l'afer Távora i l'incendi de les barraques de Monte Gordo. Després de la fundació el 1774 de Vila Real de Santo António, propera a la desembocadura del riu Guadiana, al sud de Portugal on pretenia centralitzar les activitats pesqueres del sud-est portuguès, però, a causa de la repetida negativa dels pescadors al seu trasllat, Pombal va fer cremar els habitatges dels pescadors de Monte Gordo per pressionar-los al trasllat forçós, si bé l'efecte que va aconseguir va ser la seva mudança massiva a la recentment creada vila de La Higuerita i a Ayamonte, a l'altre costat de la frontera, a Espanya.
També va abolir la esclavitud a les colònies de l'Índia (però no al Brasil), va reorganitzar l'exèrcit i la marina, va reestructurar la Universitat de Coïmbra el 1772 (ambla col·laboració de José Monteiro da Rocha i altres científics) i va acabar amb la discriminació dels "cristians nous" (al menys en part). Però una de les reformes més importants va ser en el terreny financer, amb la creació de diverses companyies i associacions corporatives que regulaven l'activitat comercial, així com la reforma del sistema fiscal. Naturalment, totes aquestes reformes van ocasionar l'odi de les classes altes, especialment la noblesa, que el menyspreava, tractant-lo de "nou ric".

### Terratrèmol i tsunami de 1755
El desastre es va abatre sobre Portugal el matí de l'1 novembre, dia de Tots Sants, de 1755. En aquesta data, Lisboa va ser sacsejada per un violent terratrèmol, d'una incidència estimada en 9 punts en l'escala de Richter. La ciutat va ser devastada pel terratrèmol, pel tsunami posterior i pels incendis que els van seguir.
Sebastião de Melo va sobreviure'l. Va tractar immediatament de reconstruir la ciutat, d'acord amb la famosa frase: "I ara? S'enterra els morts i es dona de menjar als vius". Malgrat aquesta desgràcia, Lisboa no es va veure afectada per epidèmies, i abans que passés un any ja estava neta de runes, a punt per a ser reconstruïda, tasca que es va concloure el 1806.
Sebastião de Melo va realitzar també una important contribució per a la sismologia: va elaborar una enquesta que va enviar a totes les parròquies de país, en la qual preguntava qüestions com si els gossos i altres animals es van comportar de manera anòmala poc abans del terratrèmol, si el nivell dels pous havia pujat o baixat en dies previs al sisme, o el nombre i tipus d'edificis que havien estat destruïts. Aquestes preguntes van permetre als científics portuguesos (i després de tot Europa) reconstruir l'esdeveniment amb la major exactitud possible i van marcar el naixement de la sismologia com a ciència.